# Caesarea Maritima
 For alternative betydninger, se Caesarea.
Caesarea Maritima (oldgræsk: Παράλιος Καισάρεια, Parálios Kaisáreia -  Caesarea Palæstina fra år 133 e.Kr.) var en antik havneby, som oprindeligt hed Pyrgo Strato (Stratons fyrtårn) og var grundlagt af fønikerne. Byen blev udbygget af Herodes den Store omkring år 25-13 f.Kr. Han gav den navnet Caesarea Maritima for at ære den romerske kejser. Stedet, som ligger ved den israelske middelhavskyst mellem Tel Aviv og Haifa, hedder i dag Horbat Qesari.
Herodes udbyggede byen betydeligt med flere teatre, et kejsertempel og en stor kunstig havn. Store dele af bygningerne er bevaret. Byen blev i år 6 e.Kr. regeringsby for den romerske provins Iudaea, og der blev udstationeret en stor garnison af romerske soldater i byen. Byen havde også stor betydning i den tidligste kristendoms historie. Paulus besøgte den og sad til sidst som fange i byen.  Origenes grundlagde et kristent lærdomscenter i byen. Byen kom under arabisk overherredømme fra 1001 og blev ødelagt i 1265.
Byen er blevet beskrevet i detaljer af den jødiske forfatter og historiker Josefus i det første århundrede (De jødiske antikviteter XV.331ff; Den Jødiske Krig I.408ff).

## Historie

### Romersk styre
Herodes byggede sit palads ud mod havet med en dekorativ bassin omgivet af søjlegange. I år 6 blev byen regeringsby og det officielle hjemsted for den romerske statholder. Ruiner efter administrationsbygningerne bygget af Herodes er stadig synlige som bymuren og en middelalderkatedral fra korsfarertiden.
Arkæologiske udgravninger i 1950'erne og 1960'erne afdækkede rester fra flere perioder. Specielt interessant var et stort kompleks af korsfarerforskansninger og et romersk amfiteater, viet til Caesar; en hippodrom ombygget til et amfiteater i 2. århundrede e.Kr.; en udhugget limsten med den eneste sekulære reference til Pontius Pilatus; en akvædukt som bragte vand fra foden af Karmelbjerget; en bymur; en 60 meter bred mole mod syd og vest, havnen var en af de største i det østlige Middelhav. Byen voksede hurtigt og blev den største by i Judæa med omkring 125.000 indbyggere på et 3,7 kvadratkilometer stort bebygget område.
I år 66 e.Kr. var der en massakre i byen, og ødelæggelsen af synagogen medvirkende til udbruddet af den første jødisk-romerske krig.

### Kristen indflydelse
Efter det jødiske oprør under Simon bar Kokhba, som endte i ødelæggelsen af Jerusalem, blev Caesarea center for de kristne i Palæstina. Der er  optegnelser af biskopper i byen fra slutningen af 2. århundrede, hvor der blev holdt et kirkemøde om fejringen af påsken. I 3. århundrede skrev Origenes sin Hexapla og andre eksegetiske og teologiske værker, mens han boede i byen. Eusebius var ærkebiskop fra 315 til 318.
Den ældste bevarede kirke i byen er fra det sjette århundrede. Den er indviet til en ubekendt helgen, der led martyrdøden. Kirken blev bygget direkte oven på et romersk tempel, en udbredt praksis i datiden. I Romerriget blev hedenske templer sjældent efterladt uberørte, men blev erstattet af kristne kirker eller klostre. Siden blev kirken revet ned, og der blev opført en moske på stedet. Arkæologer har blandt andet fundet rester af kristne kors i den ældste bevarede kirke på stedet. 
Pga. Origenes og især den lærte presbyter Pamfilus af Caesarea, en ihærdig bogsamler, blev der grundlagt en teologisk uddannelse i byen, som vandt ry for at have tidens bedste kirkelige bibliotek med over 30.000manuskripter. Flere kendte teologer har studeret her: Gregor af Nazianz, Basileios den Store og Jeronimus.

## Galleri
- Bymuren
- Korsfarerborg

## Eksterne kilder
- Jewish Encyclopedia – Cæsarea ved havet
- Catholic Encyclopedia – Caesarea Palaestinae
- Archaeology of Caesarea
- Archaeology of Caesarea
- Pilatusindskriptionen
- PBS Frontline – Caesarea Maritima
- Billeder af Caesarea Arkiveret 9. december 2007 hos  Wayback Machine
- Fotogalleri af Caesarea Maritima
- Fotogalleri

32°30′04″N 34°53′32″Ø / 32.5011°N 34.8923°Ø